# Utrata (Piastów)
Utrata  – dawna miejscowość, obecnie w granicach miasta Piastowa, w województwie mazowieckim, w powiecie pruszkowskim. Jeden z prekursorów współczenego miasta (obok Żdżar), w południowej jego części.
Utrata to dawna kolonia położona między Pruszkowem a Gołąbkami, należąca do gminy Ożarów w powiecie warszawskim w guberni warszawskiej. W 1908 roku Wiktoryn Sonin przeprowadził parcelację gruntów Żdżar po obu stronach toru kolejowego. W wyniku tego powstało pięć kolonii o nazwie „Utrata”, oznaczanych literami od A do E. Nazwa Utrata nie przypadała do gustu mieszkańcom, bo uważali ją za mało precyzyjna (nosiła ją pobliska rzeka, a także nadwiślańska wieś) i kojarzyli ją niefortunnie z licznymi wypadkami na lokalnych torach kolejowych. Mimo to wielu mieszkańców Warszawy dokonało tu zakupu działek, z czasem przybywało domów, powstał przystanek kolejowy.
10 grudnia 1916 część osady Utrata na południe od torów kolejowych włączono do nowo utworzonego miasta Pruszków
W okresie międzywojennym Utrata należała do powiatu warszawskiego w woj. warszawskim. W 1921 roku liczba mieszkańców wynosiła 822 (356 mężczyzn i 466 kobiet). W 1924 roku powstało Stowarzyszenia Miłośników Utraty, które w 1925 roku ogłosiło konkurs na nową nazwę osiedla. Sędziowie konkursu spośród nadesłanych propozycji wybrali trzy: Piastów, Złotów i Różanów. 24 maja 1925 mieszkańcy wybrali nazwę Piastów – propozycję 14-letniego pomysłodawcy Zygmunta Kosewskiego, którego nagrodzono żetonem i dyplomem. Zgodnie z Obwieszczeniem Ministra Spraw Wewnętrznych Władysława Raczkiewicza z dnia 21 stycznia 1926 roku nazwę kolonii Utrata zmieniono na Piastów
1 kwietnia 1930 – wraz z Gołąbkami, Żdżarami, Nadzieinem, Nieckami i wschodnią częścią Bąków – kolonia weszła w skład nowo utworzonej wiejskiej gminy Piastów. 20 października 1933 została podzielona między gromady gromady Piastów Południe i gromady Piastów Północ (granica szła na głównej linii kolejowej) w granicach gminy Piastów.
Po wojnie zachowała przynależność administracyjną. 1 lipca 1952 zniesiono gminę Piastów nadając jej status miasta, w związku z czym Utrata (kolonia Piastów) stała się integralną częścią miasta Piastowa; jednocześnie nowe miasto Piastów weszło w skład nowo utworzonego powiatu pruszkowskiego.